# WEM Diana
Die Lokomotive DIANA der Waldeisenbahn Muskau (WEM) wurde 1912 von Borsig hergestellt. Die Lokomotive erhielt 1951 nach der Übernahme durch die Deutsche Reichsbahn die Betriebsnummer 99 3312. Die Lokomotive ist noch heute erhalten und seit 1998 wieder betriebsfähig.

## Geschichte
Die Lokomotive DIANA wurde 1912 von Borsig mit der Fabriknummer 8472 gefertigt.
Die Auslieferung an die Gräflich von Arnimsche Kleinbahn erfolgte am 21. Oktober 1912. Nach der Übernahme der Bahn durch die Deutsche Reichsbahn und Umbenennung in „Waldeisenbahn Muskau“ zum 1. Januar 1951 erhielt die Maschine die Betriebsnummer 99 3312. Sie wurde damit in die gleiche Baureihe eingeordnet wie die HFB Brigadelokomotiven der Waldeisenbahn Muskau, obwohl sie andere konstruktive Merkmale und technische Daten aufwies. Mit Einführung des EDV-Nummernsystems bei der Deutschen Reichsbahn zum 1. Juli 1970 lautete die neue Nummer 99 3312-8.
Am 14. Oktober 1977 wurde sie als vorletzte Lok der Waldeisenbahn Muskau abgestellt. Nach dem Ende des Betriebes auf der Waldeisenbahn Muskau wurde die Lokomotive 1978 in Oberoderwitz als Denkmal aufgestellt. Der Verein Waldeisenbahn Muskau e. V. erwarb die Lokomotive 1994 und ließ sie 1997–1998 im Dampflokwerk Meiningen betriebsfähig aufarbeiten. Seitdem ist sie auf dem Streckennetz der Museumsbahn im Einsatz.

## Konstruktive Merkmale
Die Lokomotive besitzt einen genieteten Blechaußenrahmen.  Hinter dem Kobelschornstein mit Funkenfänger Bauart Rose sitzt der Dampfdom. Dahinter befindet sich das Dampfläutewerk Bauart Latowski sowie der runde Sandkasten. Der Sandstreuer ist handbetätigt. Das Zweizylinder-Naßdampftriebwerk arbeitet auf die dritte Achse und besitzt eine Heusinger-Steuerung mit Flachschiebern. Ursprünglich waren die 1. und 4. Achse als Klien-Lindner-Hohlachsen ausgeführt. Nach dem Umbau auf normale Achsen konnte die zulässige Höchstgeschwindigkeit von 15 auf 25 km/h heraufgesetzt werden.
Die Federung erfolgt durch obenliegende Blattfederpakete unmittelbar über den Achsen. Die Federn der 1. und 2., sowie der 3. und 4. Achse sind durch Ausgleichhebel verbunden. Der Tender fasst 0,6 t Kohle und befindet sich an der Rückseite des Führerhauses. Die beiden seitlichen Wasserkästen, die bis in das Führerhaus hineinragen, fassen zusammen 1,4 m³ Wasser. Die Kesselspeisung erfolgt durch 2 saugende Dampfstrahlpumpen. 
Bereits in den 1930er Jahren erhielten die Lokomotiven der Waldeisenbahn Muskau elektrische Beleuchtung. Die Stromversorgung erfolgt durch einen 12-Volt-Akkumulator, der im rechten Werkzeugkasten unter dem Tender untergebracht ist.